# حارة المقاش (صنعاء)

تعديل مصدري - تعديل

حارة المقاش هي إحدى حارات حي السواد بضواحي الأمانة مديرية سنحان وبني بهلول، بلغ تعداد سكانها 1295 نسمة حسب تعداد اليمن لعام 2004.